# Thirring Lajos
Thirring Lajos (Budapest, 1899. április 4. – Budapest, 1983. május 14.) statisztikus, egyetemi tanár. Édesapja, Thirring Gusztáv a Fővárosi Statisztikai Hivatal igazgatója volt.
Középiskolai tanulmányait az I. kerületi Verbőczi gimnáziumban végezte, ahol Baumgartner Alajos tanítványa volt. 1917-től jogot tanult a Budapesti Tudományegyetem Jog- és Államtudományi Karán, az államtudományi doktori oklevelet 1921-ben szerezte meg.
1919-ben került a Központi Statisztikai Hivatalhoz. 1920 végéig a népmozgalmi osztályon dolgozott, majd 1921-től az előző évi népszámlálás adatainak feldolgozásában vett részt. Ekkor kezdett Nagy-Budapest statisztikájával foglalkozni. 1922-ben, amikor letette a statisztikai szakvizsgát, a fogalmazási karon miniszteri segédfogalmazóvá, 1923-ban miniszteri fogalmazóvá nevezték ki. 1941-ben szerzett felsőfokú statisztikusi képesítést. 1925 és 1930 között, illetve 1935–1936-ban az Elnöki Osztályon dolgozott. 1945-től 1948 végéig a Magyar Statisztikai Szemle felelős szerkesztője is volt. Az 1930-as években miniszteri segédtitkár, majd titkár lett. 1936-tól a népességstatisztikai osztály osztályvezető-helyettese, 1939-től osztályvezetője volt. 1942-től már miniszteri osztálytanácsosként tevékenykedett, majd a II. világháború után a társadalomstatisztikai ügykör vezetőjeként dolgozott. Ebben a munkakörben próbálta megakadályozni Bibó Istvánnal együtt, hogy az 1941-es népszámlálás adatait felhasználja a kormányzat a magyarországi németek kitelepítéséhez. 1949-től nyugdíjba vonulásáig a Népesedési és Szociális Statisztikai Főosztály főosztályvezető-helyetteseként dolgozott. Az 1956-os forradalom és szabadságharc idején a KSH elnökének szerették volna választani, s bár a tisztséget nem vállalta el, 1959. január 15-én kényszernyugdíjazta Péter György a KSH akkori vezetője.
1968-ban lett ismét a Központi Statisztikai Hivatal (KSH) munkatársa, a népszámlálási osztály szakértőjeként dolgozott. Legfontosabb megbízatása az addig csak igen kismértékben megvalósult 1941. évi népszámlálás anyagának kötetekbe rendezése volt, továbbá az ő nevéhez fűződik az 1869 és 1980 közötti népszámlálások történetét és jellemzőit bemutató háromkötetes munka is.
Résztvevője volt az 1920. és az 1930. évi népszámlálásnak, utóbbi befejezését már ő irányította. Vezette az 1938. évi felvidéki, az 1939. évi kárpátaljai és az 1939. évi, a trianoni békekötés utáni országterületre vonatkozó népösszeírást, majd az – az 1938 és 1941 között visszakerült területeket is számításba vevő – 1941. évi népszámlálást is. Helyettes vezetője volt az 1949. évi népszámlálásnak, és bekapcsolódott az 1960. évi népszámlálás előkészületeibe is. Kezdeményezte a népszámlálási családstatisztika megteremtését, új ismérveket vezetett be az épület- és lakásstatisztikai adatfelvételekhez.
Előadója volt az Országos Községi Törzskönyvbizottságnak, illetve előadója és tagja volt a Statisztikai Szakvizsgabizottságnak is. Utóbbi számára ő szerkesztette, illetve részben ő is írta a szakvizsgajegyzeteket.
Komoly eredményeket mutatott fel, illetve kiterjedt anyaggyűjtést végzett a statisztikatörténet területén is.
Egyetemi oktatói tevékenysége több mint fél évszázadot ölelt fel. 1920 és 1925 között Buday Lászlónak, a Műegyetem Statisztikai és Alkalmazott Közgazdaságtani Tanszéke vezetőjének meghívására tanársegédként adott elő. 1939-ben magántanári címet szerzett a Műegyetem közgazdaságtudományi karán, ott 1948-ig tanított is. Az 1960-as évek elejétől az ELTE előadója volt. Tanított később Szegeden, a József Attila Tudományegyetem (JATE) Általános Jogtudományi Karán, majd 1968 és 1975 között a Budapesti Műszaki Egyetem (BME) Közlekedésmérnöki Karán is. Az ELTE 1972-ben címzetes egyetemi tanári címmel ismerte el munkáját, 1981-ben pedig gyémántoklevéllel tüntette ki.
Az 1949. évi népszámlás előkészítésében és lebonyolításában végzett munka elismeréseképp a kormány kitüntetését, nyolcvanadik születésnapja alkalmából pedig – 1979-ben – statisztikai munkásságának díjazásaként a KSH elismerését vehette át.
1983. május 14-én hunyt el Budapesten. Levéltári hagyatékát a KSH Könyvtára őrzi.

## Művei
Thirring Lajos műveinek részletes bibliográfiáját először Dr. Kovacsics József közölte, de később megjelent külön kötetben egy tematikusan rendezett bibliográfia is.
Thirring Lajos. 1981. 1941. évi népszámlálás: A népszámlálás története és jellemzése.

## Kapcsolódó oldalak
Kepecs József. 1999. Thirring Lajos-emlékülés. Statisztikai Szemle. 9. szám.